# Monte Serbal
Monte Serbal es una montaña de Egipto situada en el Wadi Feiran en el sur del Sinaí, a veces identificado en los textos como Gebel Serbal. Se eleva a 2.070 metros (6.791 pies) de altura, por lo que constituye la quinta montaña más alta en Egipto. Forma parte del Parque nacional Santa Catalina. Según algunas fuentes podría ser el bíblico Monte Sinaí.
Había muchas casas de granito en el monte Serbal que fueron habitadas por anacoretas en los primeros tiempos cristianos, y hay restos de un monasterio del siglo IV, cerca de su base.